# Hydrops caesurus
Espèce
Statut de conservation UICN

 LC  : Préoccupation mineure
Hydrops caesurus  est une espèce de serpents de la famille des Dipsadidae.

## Répartition
Cette espèce se rencontre :
- au Brésil dans le sud du Mato Grosso et l'Ouest du Mato Grosso do Sul ;
- au Paraguay ;
- en Argentine dans les provinces de Formosa, du Chaco, de Santa Fe et de Corrientes

## Étymologie
Le nom spécifique caesurus vient du latin caesura, la césure, en référence à l'absence de bandes dorsales et aux points qui semblent dessiner une bande interrompue.

## Publication originale
- Scrocchi, Lucia-Ferreira, Giraudo, Avila & Motte, 2005 : A new species of Hydrops (Serpentes: Colubridae: Hydropsini) from Argentina, Brazil, and Paraguay. Herpetologica, vol. 61, no 4, p. 468-477.